# Circoscrizione Verona-Padova-Vicenza-Rovigo
La circoscrizione Verona-Padova-Vicenza-Rovigo (o circoscrizione IX) era una circoscrizione elettorale italiana per l'elezione dell'Assemblea Costituente, nel 1946, e della Camera dei deputati, dal 1948 al 1993.
Comprendeva le province di Verona, Padova, Vicenza e Rovigo.
Era prevista dalla Tabella A di cui al decreto legislativo luogotenenziale 10 marzo 1946, n. 74, poi ripresa dalla legge 20 gennaio 1948, n. 6 e dal decreto del presidente della Repubblica 30 marzo 1957, n. 361.
Nel 1993 la circoscrizione fu soppressa contestualmente all'istituzione della Veneto 1.
Di seguito i risultati di lista e i deputati eletti, ordinati secondo il numero di preferenze ottenute.

## Elezioni politiche del 1946
| Liste                                           | Voti      | %     | Seggi |
| ----------------------------------------------- | --------- | ----- | ----- |
| Democrazia Cristiana                            | 602.323   | 51,17 | 15    |
| Partito Socialista Italiano di Unità Proletaria | 331.367   | 28,15 | 8     |
| Partito Comunista Italiano                      | 155.582   | 13,22 | 4     |
| Unione Democratica Nazionale                    | 33.756    | 2,87  | -     |
| Fronte dell'Uomo Qualunque                      | 29.606    | 2,52  | -     |
| Partito d'Azione                                | 15.168    | 1,29  | -     |
| Partito Repubblicano Italiano                   | 9.186     | 0,78  | -     |
| Totale                                          | 1.176.988 |       | 27    |

| Democrazia Cristiana | Partito Socialista Italiano di Unità Proletaria                                                                                      | Partito Comunista Italiano                                                         |
| --- | --- | ---------------------------------------------------------------------------------- |
| - Guido Gonella - Giovanni Uberti - Umberto Merlin - Antonio Alberti - Mariano Rumor - Antonio Guariento - → Egidio Tosato - Giuseppe Bettiol - → Ferdinando Storchi - Giustino Valmarana - Guglielmo Cappelletti - Fiorenzo Cimenti - Luigi Bacciconi - Achille Marzarotto - Luigi Gui - Mario Saggin - Arturo Burato | - Giancarlo Matteotti - Tullio Tomba - Alberto Fogagnolo - Luigi Faccio - Gastone Costa - Carlo Caldera - Mario Segala - Aldo Fedeli | - Antonio Pesenti - Maria Maddalena Rossi - Concetto Marchesi - Severino Bolognesi |

1. 1 2  Opta per il collegio unico nazionale

## Elezioni politiche del 1948
| Liste                                               | Voti      | %     | Seggi |
| --------------------------------------------------- | --------- | ----- | ----- |
| Democrazia Cristiana                                | 819.722   | 62,28 | 19    |
| Fronte Democratico Popolare                         | 314.402   | 23,89 | 7     |
| Unità Socialista                                    | 118.260   | 8,99  | 2     |
| Blocco Nazionale                                    | 23.239    | 1,77  | -     |
| Movimento Sociale Italiano                          | 15.447    | 1,17  | -     |
| Partito Nazionale Monarchico - Alleanza del Lavoro  | 5.999     | 0,46  | -     |
| Partito Repubblicano Italiano                       | 5.857     | 0,45  | -     |
| Blocco Popolare Unionista                           | 5.304     | 0,40  | -     |
| Partito Democratico Indipendente Pensionati         | 3.315     | 0,25  | -     |
| Raggruppamento Popolare Italiano                    | 2.191     | 0,17  | -     |
| Associazione Nazionale Congiunti Dispersi di Guerra | 1.571     | 0,12  | -     |
| Partito Esistenzialista Italiano                    | 816       | 0,06  | -     |
| Totale                                              | 1.316.123 |       | 28    |

| Democrazia Cristiana | Fronte Democratico Popolare | Unità Socialista                       |
| --- | --- | -------------------------------------- |
| - Guido Gonella - Arturo Burato - Mariano Rumor - Paride Piasenti - Ferdinando Storchi - Eugenio Spiazzi § - Gigliola Valandro - Mario Saggin - Luigi Gui - Giuseppe Bettiol - Mariano Poletto - Francesco Moro - Romano Tommasi - Achille Marzarotto - Antonio Guariento - Egidio Tosato - Bortolo Eugenio Fina - Fiorenzo Cimenti - Umberto Tomba | - Antonio Pesenti - Maria Maddalena Rossi - Severino Cavazzini - Riccardo Walter - Carlo Matteotti - Gastone Costa - Roberto Cessi | - Antonio Cavinato - Bruno Castellarin |

## Elezioni politiche del 1953
| Liste                                   | Voti      | %     | Seggi |
| --------------------------------------- | --------- | ----- | ----- |
| Democrazia Cristiana                    | 734.243   | 55,19 | 17    |
| Partito Comunista Italiano              | 188.993   | 14,21 | 4     |
| Partito Socialista Italiano             | 183.516   | 13,79 | 4     |
| Partito Socialista Democratico Italiano | 60.285    | 4,53  | 1     |
| Partito Liberale Italiano               | 48.360    | 3,64  | 1     |
| Movimento Sociale Italiano              | 45.369    | 3,41  | 1     |
| Partito Nazionale Monarchico            | 34.164    | 2,57  | -     |
| Unione Socialista Indipendente          | 15.172    | 1,14  | -     |
| Unità Popolare                          | 8.461     | 0,64  | -     |
| Partito Repubblicano Italiano           | 4.526     | 0,34  | -     |
| Alleanza Democratica Nazionale          | 4.064     | 0,31  | -     |
| Partito Radical Socialista              | 1.642     | 0,12  | -     |
| Partito Federalista Italiano            | 866       | 0,07  | -     |
| Partito Esistenzialista Universale      | 716       | 0,05  | -     |
| Totale                                  | 1.330.377 |       | 28    |

| Democrazia Cristiana | Partito Comunista Italiano                                                     | Partito Socialista Italiano                                                |
| --- | ------------------------------------------------------------------------------ | -------------------------------------------------------------------------- |
| - Guido Gonella - Mariano Rumor - Giuseppe Romanato - Egidio Tosato - Giuseppe Bettiol - Carlo Cibotto - Fernando De Marzi - Valentino Perdonà - Ferdinando Storchi - Antonio Guariento - Arturo Burato - Luigi Gui - Uberto Breganze - Bortolo Eugenio Fina - Renato Gozzi - Gigliola Valandro - Giusto Geremia | - Mauro Scoccimarro - Antonio Pesenti - Severino Cavazzini - Riccardo Ravagnan | - Fernando Santi - Giuseppe Di Prisco - Otello Magnani - Achille Rigamonti |
| Partito Socialista Democratico Italiano | Partito Liberale Italiano                                                      | Movimento Sociale Italiano                                                 |
| - Giancarlo Matteotti | - Vittorio Emanuele Marzotto                                                   | - Cesare Pozzo                                                             |

## Elezioni politiche  del 1958
| Liste                                            | Voti      | %     | Seggi |
| ------------------------------------------------ | --------- | ----- | ----- |
| Democrazia Cristiana                             | 794.785   | 58,00 | 18    |
| Partito Socialista Italiano                      | 210.949   | 15,40 | 4     |
| Partito Comunista Italiano                       | 176.560   | 12,89 | 4     |
| Partito Socialista Democratico Italiano          | 66.140    | 4,83  | 1     |
| Partito Liberale Italiano                        | 48.149    | 3,51  | 1     |
| Movimento Sociale Italiano                       | 43.455    | 3,17  | 1     |
| Partito Nazionale Monarchico                     | 13.032    | 0,95  | -     |
| Partito Monarchico Popolare                      | 8.642     | 0,63  | -     |
| Partito Repubblicano Italiano - Partito Radicale | 7.041     | 0,51  | -     |
| Movimento Autonomia Regionale Piemontese         | 1.479     | 0,11  | -     |
| Totale                                           | 1.370.232 |       | 29    |

| Democrazia Cristiana | Partito Socialista Italiano                                           | Partito Comunista Italiano                                                   |
| --- | --------------------------------------------------------------------- | ---------------------------------------------------------------------------- |
| - Guido Gonella - Mariano Rumor - Roberto Prearo - Onorio Cengarle - Vincenzo Casati - Valentino Perdonà - Luciano Dal Falco - Luigi Gui - Dino Limoni - Giuseppe Romanato - Fernando De Marzi - Giuseppe Bettiol - Quirino Borin - Alessandro Canestrari - Ferdinando Storchi - Uberto Breganze - Matteo Fornale - Carlo Cibotto | - Luigi Bertoldi - Adelio Albarello - Lina Merlin - Domenico Ceravolo | - Mauro Scoccimarro - Silvio Ambrosini - Severino Cavazzini - Franco Busetto |
| Partito Socialista Democratico Italiano | Partito Liberale Italiano                                             | Movimento Sociale Italiano                                                   |
| *Giancarlo Matteotti | - Vittorio Emanuele Marzotto                                          | - Domenico Leccisi                                                           |

## Elezioni politiche del 1963
| Liste                                            | Voti      | %     | Seggi |
| ------------------------------------------------ | --------- | ----- | ----- |
| Democrazia Cristiana                             | 782.386   | 55,93 | 17    |
| Partito Socialista Italiano                      | 202.954   | 14,51 | 4     |
| Partito Comunista Italiano                       | 188.537   | 13,48 | 4     |
| Partito Liberale Italiano                        | 81.957    | 5,86  | 2     |
| Partito Socialista Democratico Italiano          | 80.725    | 5,77  | 1     |
| Movimento Sociale Italiano                       | 42.342    | 3,03  | 1     |
| Partito Democratico Italiano di Unità Monarchica | 9.340     | 0,67  | -     |
| Partito Autonomo Pensionati d'Italia             | 5.524     | 0,39  | -     |
| Partito Repubblicano Italiano                    | 5.119     | 0,37  | -     |
| Totale                                           | 1.398.884 |       | 29    |

| Democrazia Cristiana | Partito Socialista Italiano                                                      | Partito Comunista Italiano                                                  |
| --- | -------------------------------------------------------------------------------- | --------------------------------------------------------------------------- |
| - Mariano Rumor - Luigi Gui - Guido Gonella - Onorio Cengarle - Ferdinando Storchi - Fernando De Marzi - Michelangelo Dall'Armellina - Amalia Miotti Carli - Alessandro Canestrari - Luigi Girardin - Giuseppe Bettiol - Giuseppe Romanato - Roberto Prearo - Antonio Bisaglia - Uberto Breganze - Antonio Guariento - Matteo Fornale | - Luigi Bertoldi - Domenico Ceravolo - Alfredo Baldani Guerra - Giorgio Guerrini | - Mauro Scoccimarro - Alfredo De Polzer - Franco Busetto - Silvio Ambrosini |
| Partito Liberale Italiano | Partito Socialista Democratico Italiano                                          | Movimento Sociale Italiano                                                  |
| - Vittorio Emanuele Marzotto - Riccardo Ferrari | - Primo Silvestri                                                                | - Franco Franchi                                                            |

## Elezioni politiche del 1968
| Liste                                            | Voti      | %     | Seggi |
| ------------------------------------------------ | --------- | ----- | ----- |
| Democrazia Cristiana                             | 829.959   | 56,74 | 17    |
| Partito Comunista Italiano                       | 222.979   | 15,25 | 4     |
| Partito Socialista Unificato                     | 201.132   | 13,75 | 4     |
| Partito Liberale Italiano                        | 78.033    | 5,34  | 1     |
| Partito Socialista Italiano di Unità Proletaria  | 74.589    | 5,10  | 1     |
| Movimento Sociale Italiano                       | 38.757    | 2,65  | 1     |
| Partito Repubblicano Italiano                    | 10.213    | 0,70  | -     |
| Partito Democratico Italiano di Unità Monarchica | 6.958     | 0,48  | -     |
| Totale                                           | 1.462.620 |       | 28    |

| Democrazia Cristiana | Partito Comunista Italiano                                                   | Partito Socialista Unificato                                                   |
| --- | ---------------------------------------------------------------------------- | ------------------------------------------------------------------------------ |
| - Mariano Rumor - Antonio Bisaglia - Luigi Gui - Guido Gonella - Enzo Erminero - Luigi Girardin - Roberto Prearo - Ferdinando Storchi - Alessandro Canestrari - Renato Corà - Valentino Perdonà - Michelangelo Dall'Armellina - Giuseppe Romanato - Carlo Fracanzani - Amalia Miotti Carli - Giuseppe Balasso - Matteo Fornale | - Mauro Scoccimarro - Franco Busetto - Giancarlo Morelli - Sergio Pellizzari | - Luigi Bertoldi - Primo Silvestri - Giorgio Guerrini - Alfredo Baldani Guerra |
| Partito Liberale Italiano | Partito Socialista Italiano di Unità Proletaria                              | Movimento Sociale Italiano                                                     |
| - Vittorio Emanuele Marzotto | - Domenico Ceravolo                                                          | - Franco Franchi                                                               |

## Elezioni politiche del 1972
| Liste                                           | Voti      | %     | Seggi |
| ----------------------------------------------- | --------- | ----- | ----- |
| Democrazia Cristiana                            | 867.645   | 57,04 | 17    |
| Partito Comunista Italiano                      | 238.681   | 15,69 | 5     |
| Partito Socialista Italiano                     | 128.984   | 8,48  | 2     |
| Partito Socialista Democratico Italiano         | 81.009    | 5,33  | 1     |
| Movimento Sociale Italiano - Destra Nazionale   | 70.474    | 4,63  | 1     |
| Partito Liberale Italiano                       | 54.850    | 3,61  | 1     |
| Partito Socialista Italiano di Unità Proletaria | 32.244    | 2,12  | -     |
| Partito Repubblicano Italiano                   | 29.863    | 1,96  | 1     |
| Il manifesto                                    | 7.958     | 0,52  | -     |
| Movimento Politico dei Lavoratori               | 6.717     | 0,44  | -     |
| Partito Comunista (Marxista-Leninista) Italiano | 2.724     | 0,18  | -     |
| Totale                                          | 1.521.149 |       | 28    |

| Democrazia Cristiana | Partito Comunista Italiano                                                                         | Partito Socialista Italiano         | Partito Socialista Democratico Italiano |
| --- | -------------------------------------------------------------------------------------------------- | ----------------------------------- | --------------------------------------- |
| - Mariano Rumor - Antonio Bisaglia - Luigi Gui - Carlo Fracanzani - Renato Corà - Enzo Erminero - Luigi Girardin - Giovanni Angelo Fontana - Marcello Olivi - Amalia Miotti Carli - Alessandro Canestrari - Roberto Prearo - Giuseppe Dal Maso - Gabriele Sboarina - Giuseppe Balasso - Michelangelo Dall'Armellina - Ferdinando Storchi | - Franco Busetto - Mario Adriano Lavagnoli - Sergio Pellizzari - Maruzza Astolfi - Emilio Pegoraro | - Luigi Bertoldi - Giorgio Guerrini | - Gianmatteo Matteotti                  |
| Movimento Sociale Italiano - Destra Nazionale | Partito Liberale Italiano                                                                          | Partito Repubblicano Italiano       |                                         |
| - Franco Franchi | - Mario Domenico Gerolimetto                                                                       | - Adolfo Battaglia                  |                                         |

## Elezioni politiche del 1976
| Liste                                         | Voti      | %     | Seggi |
| --------------------------------------------- | --------- | ----- | ----- |
| Democrazia Cristiana                          | 942.301   | 55,53 | 16    |
| Partito Comunista Italiano                    | 362.442   | 21,36 | 6     |
| Partito Socialista Italiano                   | 162.179   | 9,56  | 3     |
| Partito Socialista Democratico Italiano       | 62.073    | 3,66  | 1     |
| Movimento Sociale Italiano - Destra Nazionale | 59.347    | 3,50  | 1     |
| Partito Repubblicano Italiano                 | 47.162    | 2,78  | 1     |
| Democrazia Proletaria                         | 23.344    | 1,38  | -     |
| Partito Liberale Italiano                     | 19.343    | 1,14  | -     |
| Partito Radicale                              | 17.789    | 1,05  | -     |
| Nuovo Partito Popolare                        | 954       | 0,06  | -     |
| Totale                                        | 1.696.934 |       | 28    |

| Democrazia Cristiana | Partito Comunista Italiano | Partito Socialista Italiano                      |
| --- | --- | ------------------------------------------------ |
| - Antonio Bisaglia - Mariano Rumor - Giuseppe Zuech - Natale Gottardo - Carlo Fracanzani - Gianmario Pellizzari - Gioacchino Meneghetti - Giovanni Angelo Fontana - Giuseppe Dal Maso - Giuliano Zoso - Enzo Erminero - Francesco Giuliari - Renato Corà - Maria Luigia Buro - Beniamino Brocca - Amelia Casadei | - → Nilde Iotti - Antonio Zavagnin - Ivana Bernini Lavezzo - → Cesare Margotto - Carlo Ramella - Fulvio Palopoli - Rosanna Branciforti - Giovanni Battista Carlassara | - Luigi Bertoldi - Angelo Cresco - Antonio Testa |
| Partito Socialista Democratico Italiano | Movimento Sociale Italiano - Destra Nazionale | Partito Repubblicano Italiano                    |
| - Gianmatteo Matteotti | - Franco Franchi | - Adolfo Battaglia                               |

1. ↑  Opta per la circoscrizione Parma-Modena-Piacenza-Reggio nell'Emilia (subentra Giovanni Battista Carlassara)
2. ↑  Opta per il Senato (subentra Rosanna Branciforti)

## Elezioni politiche del 1979
| Liste                                         | Voti      | %     | Seggi |
| --------------------------------------------- | --------- | ----- | ----- |
| Democrazia Cristiana                          | 927.163   | 53,95 | 16    |
| Partito Comunista Italiano                    | 337.033   | 19,61 | 6     |
| Partito Socialista Italiano                   | 150.892   | 8,78  | 2     |
| Partito Socialista Democratico Italiano       | 65.113    | 3,79  | 1     |
| Partito Radicale                              | 60.760    | 3,54  | 1     |
| Movimento Sociale Italiano - Destra Nazionale | 56.948    | 3,31  | 1     |
| Partito Repubblicano Italiano                 | 45.096    | 2,62  | 1     |
| Partito Liberale Italiano                     | 33.225    | 1,93  | 1     |
| Partito di Unità Proletaria                   | 20.253    | 1,18  | -     |
| Nuova Sinistra Unita                          | 11.982    | 0,70  | -     |
| Democrazia Nazionale                          | 10.009    | 0,58  | -     |
| Totale                                        | 1.718.474 |       | 29    |

| Democrazia Cristiana | Partito Comunista Italiano                                                                                                   | Partito Socialista Italiano      | Partito Socialista Democratico Italiano |
| --- | --- | -------------------------------- | --------------------------------------- |
| - Giuseppe Zuech - Giuseppe Dal Maso - Giovanni Angelo Fontana - Renato Corà - Enzo Erminero - Natale Gottardo - Giuliano Zoso - Luigi Gui - Gianmario Pellizzari - Alberto Rossi - Gioacchino Meneghetti - Carlo Fracanzani - Antonio Zanforlin - Beniamino Brocca - Giuseppe Ceni - Mario Dal Castello | - Rino Serri - Lucia Cominato - → Cesare Margotto - Antonio Zavagnin - Fulvio Palopoli - Carlo Ramella - Rosanna Branciforti | - Angelo Cresco - Roberto Liotti | - Gianmatteo Matteotti                  |
| Partito Radicale | Movimento Sociale Italiano - Destra Nazionale                                                                                | Partito Repubblicano Italiano    | Partito Liberale Italiano               |
| - Emma Bonino | - Franco Franchi | - Adolfo Battaglia               | - Valerio Zanone                        |

1. ↑  Opta per il Senato

## Elezioni politiche del 1983
| Liste                                         | Voti      | %     | Seggi |
| --------------------------------------------- | --------- | ----- | ----- |
| Democrazia Cristiana                          | 804.078   | 46,14 | 14    |
| Partito Comunista Italiano                    | 326.638   | 18,74 | 6     |
| Partito Socialista Italiano                   | 167.245   | 9,60  | 3     |
| Partito Repubblicano Italiano                 | 87.692    | 5,03  | 1     |
| Movimento Sociale Italiano - Destra Nazionale | 75.389    | 4,33  | 1     |
| Liga Veneta                                   | 69.814    | 4,01  | 1     |
| Partito Socialista Democratico Italiano       | 53.339    | 3,06  | 1     |
| Partito Liberale Italiano                     | 50.981    | 2,93  | 1     |
| Partito Radicale                              | 43.101    | 2,47  | 1     |
| Partito Nazionale Pensionati                  | 32.618    | 1,87  | -     |
| Democrazia Proletaria                         | 29.746    | 1,71  | 1     |
| Lista per Trieste                             | 2.172     | 0,12  | -     |
| Totale                                        | 1.742.813 |       | 30    |

| Democrazia Cristiana | Partito Comunista Italiano                                                                                | Partito Socialista Italiano                     | Partito Repubblicano Italiano | Movimento Sociale Italiano - Destra Nazionale |
| --- | --- | ----------------------------------------------- | ----------------------------- | --------------------------------------------- |
| - Carlo Fracanzani - Amedeo Zampieri - Giuseppe Zuech - Giovanni Angelo Fontana - Mario Dal Castello - Luciano Righi - Gianmario Pellizzari - Alberto Rossi - Gastone Savio - Beniamino Brocca - Giuseppe Dal Maso - Gioacchino Meneghetti - Giuseppe Saretta - Giuliano Zoso | - Rino Serri - Lucia Cominato - Ermenegildo Palmieri - Fulvio Palopoli - Anna Boselli - Gian Gaetano Poli | - Angelo Cresco - laura Fincato - Antonio Testa | - Adolfo Battaglia            | - Franco Franchi                              |
| Liga Veneta | Partito Socialista Democratico Italiano                                                                   | Partito Liberale Italiano                       | Partito Radicale              | Democrazia Proletaria                         |
| - Achille Tramarin | - Emilio De Rose                                                                                          | - Giorgio Ferrari                               | - Maria Adelaide Aglietta     | - Gianni Tamino                               |

## Elezioni politiche del 1987
| Liste                                         | Voti      | %     | Seggi |
| --------------------------------------------- | --------- | ----- | ----- |
| Democrazia Cristiana                          | 876.531   | 47,24 | 14    |
| Partito Comunista Italiano                    | 306.160   | 16,50 | 5     |
| Partito Socialista Italiano                   | 238.621   | 12,86 | 4     |
| Movimento Sociale Italiano - Destra Nazionale | 74.440    | 4,01  | 1     |
| Lista Verde                                   | 62.819    | 3,39  | 1     |
| Liga Veneta - Pensionati Uniti                | 54.217    | 2,92  | -     |
| Partito Repubblicano Italiano                 | 52.842    | 2,85  | 1     |
| Partito Radicale                              | 52.308    | 2,82  | 1     |
| Partito Socialista Democratico Italiano       | 39.416    | 2,12  | 1     |
| Partito Liberale Italiano                     | 37.683    | 2,03  | 1     |
| Democrazia Proletaria                         | 32.029    | 1,73  | 1     |
| Movimento Veneto Regione Autonoma             | 18.945    | 1,02  | -     |
| Movimento Nazionale Italiano Cacciatori       | 7.241     | 0,39  | -     |
| Partito Sardo d'Azione                        | 1.273     | 0,07  | -     |
| Alleanza Popolare                             | 852       | 0,05  | -     |
| Totale                                        | 1.855.377 |       | 30    |

| Democrazia Cristiana | Partito Comunista Italiano                                                              | Partito Socialista Italiano                                     | Movimento Sociale Italiano - Destra Nazionale | Lista Verde           |
| --- | --------------------------------------------------------------------------------------- | --------------------------------------------------------------- | --------------------------------------------- | --------------------- |
| - Carlo Fracanzani - Amedeo Zampieri - Alberto Rossi - Settimo Gottardo - Mario Dal Castello - Giuseppe Zuech - Gastone Savio - Giuseppe Saretta - Gianmario Pellizzari - Wilmo Ferrari - Giuliano Zoso - Benito Bortolami - Beniamino Brocca - Luciano Righi | - Luciano Lama - Pietro Folena - Anna Boselli - Ivana Pellegatti - Ermenegildo Palmieri | - Angelo Cresco - Laura Fincato - Antonio Testa - Benito Pavoni | - Franco Franchi                              | - Gianluigi Ceruti    |
| Partito Repubblicano Italiano | Partito Radicale                                                                        | Partito Socialista Democratico Italiano                         | Partito Liberale Italiano                     | Democrazia Proletaria |
| - Adolfo Battaglia | - Maria Adelaide Aglietta                                                               | - Emilio De Rose                                                | - Renato Altissimo                            | - Gianni Tamino       |

## Elezioni politiche del 1992
| Liste                                         | Voti      | %     | Seggi |
| --------------------------------------------- | --------- | ----- | ----- |
| Democrazia Cristiana                          | 652.694   | 33,86 | 10    |
| Lega Nord                                     | 334.667   | 17,36 | 5     |
| Partito Socialista Italiano                   | 191.338   | 9,93  | 3     |
| Partito Democratico della Sinistra            | 169.909   | 8,81  | 3     |
| Lega Autonomia Veneta                         | 97.165    | 5,04  | 1     |
| Partito Repubblicano Italiano                 | 65.791    | 3,41  | 1     |
| Movimento Sociale Italiano - Destra Nazionale | 65.356    | 3,39  | 1     |
| Partito della Rifondazione Comunista          | 61.978    | 3,22  | 1     |
| Federazione dei Verdi                         | 58.778    | 3,05  | 1     |
| Partito Liberale Italiano                     | 37.349    | 1,94  | 1     |
| La Rete                                       | 36.450    | 1,89  | 1     |
| Union Veneto                                  | 35.847    | 1,86  | -     |
| Veneto Autonomo                               | 33.913    | 1,76  | -     |
| Partito Socialista Democratico Italiano       | 21.405    | 1,11  | -     |
| Lista Marco Pannella                          | 18.534    | 0,96  | -     |
| Caccia Pesca Ambiente                         | 18.167    | 0,94  | -     |
| Sì Referendum                                 | 14.526    | 0,75  | -     |
| Verdi Federalisti                             | 11.250    | 0,58  | -     |
| Federalismo                                   | 2.584     | 0,13  | -     |
| Totale                                        | 1.927.701 |       | 28    |

| Democrazia Cristiana | Lega Nord                                                                               | Partito Socialista Italiano                     | Partito Democratico della Sinistra                     |
| --- | --------------------------------------------------------------------------------------- | ----------------------------------------------- | ------------------------------------------------------ |
| - Stefano Berni - Carlo Fracanzani - Gabriella Zanferrari - Settimo Gottardo - Amedeo Zampieri - Mario Dal Castello - Wilmo Ferrari - Alberto Rossi - Giuseppe Saretta - Gastone Savio | - Franco Rocchetta - Mauro Bonato - Antonio Magnabosco - Mariella Mazzetto - Enzo Flego | - Angelo Cresco - Antonio Testa - Laura Fincato | - Osvalda Trupia - Franco Longo - Elisabetta Di Prisco |
| Lega Autonomia Veneta | Partito Repubblicano Italiano                                                           | Movimento Sociale Italiano - Destra Nazionale   | Partito della Rifondazione Comunista                   |
| - Mario Rigo | - Adolfo Battaglia                                                                      | - Nicola Pasetto                                | - Severino Galante                                     |
| Federazione dei Verdi | Partito Liberale Italiano                                                               | La Rete                                         |                                                        |
| - Francesco Giuliari | - Alessandro Dalla Via                                                                  | - Leoluca Orlando                               |                                                        |